# Кауркин, Иван Иванович
Иван Иванович Кауркин (10 октября 1922, с. Пёт, Рязанская губерния — 13 января 2009, Киев) — советский и украинский военный деятель, генерал-майор, начальник Киевского суворовского военного училища (1970—1985), военный педагог.

## Биография
Во время Великой Отечественной войны — командир взвода, затем танковой роты. Был дважды ранен.
После войны И. И. Кауркин окончил Академию бронетанковых и механизированных войск им. И. Сталина.
Командовал танковым батальоном, служил начальником штаба танкового полка, командиром полка.
Затем был заместителем командира мотострелковой дивизии в г. Белая Церковь.
С 1965 по 1967 год в составе группы советских военных специалистов И. И. Кауркин командовал 7-й отдельной мотострелковой бригадой (7-й омсбр) ГСВСК, Куба. С августа 1967 года — командир 72-й гвардейской мотострелковой дивизией Киевского военного округа (Белая Церковь).
С 1970 года в течение 15 лет возглавлял Киевское суворовское военное училище, которое под его руководством 9 раз признавалось лучшим среди суворовских училищ Советского Союза и награждалось Почётными грамотами Министерства обороны СССР за высокие результаты в учебно-воспитательной работе.
После ухода в запас в 1985 году И. И. Кауркин руководил на Украине военно-спортивной игрой «Орлёнок». Позже в течение 16 лет — председатель Совета ветеранов Печерского района г. Киева.
Умер в 2009 году и похоронен на киевском Южном кладбище.

## Награды
И. И. Кауркин награждён 5 орденами и 30 медалями.